# Aprite le finestre
Az Aprite le finestre (magyarul: Nyisd ki az ablakokat) egy dal, amely Olaszországot képviselte az 1956-os Eurovíziós Dalfesztiválon. A dalt Franca Raimondi adta elő olasz nyelven. Ez volt Olaszország első szereplése a versenyen.
Az olasz televízió a Sanremói Dalfesztivált alkalmazta nemzeti döntőnek. Az 1956-os versenyen rendhagyó módon mindegyik ország két dallal vett részt. A másik olasz induló Tonina Torrielli Amami se vuoi című dala volt.
A dal a francia sanzonok stílusában íródott, amiben az énekesnő a tavasz kezdetének öröméről énekel, és a vágyról, hogy kinyissa az ablakokat, hogy beengedje a tavaszt. A tavasz a "szerelem fesztiváljaként" van megemlítve a dalban.
A május 24-én rendezett döntőben a fellépési sorrendben hetedikként adták elő, a luxemburgi Michèle Arnaud Ne crois pas című dala után és a holland Corry Brokken Voorgoed voorbij című dala előtt.
Az 1956-os verseny volt az egyetlen, ahol nem tartottak nyílt szavazást, hanem a szavazatok összesítése utána a zsűri elnöke bejelentette, hogy melyik dal végzett az első helyen. Így nem lehet tudni, hogy milyen eredményt ért el a dal a szavazás során, azon kívül, hogy nem nyert.

## Külső hivatkozások
- Dalszöveg
- Az Aprite le finestre című dal előadása a luganói döntőben. YouTube